# Dasychira apicata
Dasychira apicata är en fjärilsart som beskrevs av Holland 1893. Dasychira apicata ingår i släktet Dasychira och familjen tofsspinnare. Inga underarter finns listade i Catalogue of Life.